# Гармонический состав
Гармонический состав тока определяет его форму сигнала и содержит в себе основную и побочные, высокочастотные гармоники, которые накладываются друг на друга.
Развитие тяговых электродвигателей находится на стадии, когда конструктивные изменения уже невозможны или нецелесообразны, и для того, чтобы повысить эффективность того или иного двигателя, а также снизить негативное воздействие на взаимодействующие с системой приборы безопасности и связи, разрабатываются и применяются методы подавления побочного гармонического состава.
Методы подавления:
1. Введение снаббер[англ.]-конденсатора (RC-цепочка, включённая параллельно истоку-стоку, для подавления высокочастотных колебаний);
2. Широтно-импульсная модуляция;
3. Выборочное гармоническое устранение.

Рисунок справа показывает, что обобщенная ступень симметричной четверти волны — это форма сигнала напряжения, синтезируется (2м+1) — уровневым инвертором, где m — это количество углов переключения. Путём применения анализа ряда Фурье, амплитуда любой нечётной энной гармоники со ступенчатой формой сигнала может быть выражена как
{\displaystyle h_{n}={\frac {4}{n\pi }}\sum _{k=1}^{m}[V_{k}cos(na_{k})]}, (1)
, где Vk является k-ым уровнем напряжения постоянного тока, n является порядком нечетной гармоники, m — количество углов переключения, ak — угол переключения k. Согласно Рис. 16, a1 до am, должен удовлетворить а1 <а2 <• • • <аm <π /2.
Тогда как амплитуды всех чётных гармоник будут нулевыми.
Для минимизации гармонического искажения и достижения нужной амплитуды фундаментального компонента, вплоть до m-1 гармонической составляющей может быть удалена из формы сигнала напряжения. В целом старшие низкочастотные гармоники могут быть выборочно устранены путем надлежащего выбора углов среди разноуровневых инверторов, а высокочастотные гармонические составляющие могут быть удалены при помощи дополнительных фильтров. Согласно (1), для поддержания количества устранённых гармоник на постоянном уровне все углы переключения должны быть меньше, чем π/2. Однако если углы переключения не будут удовлетворять этому условию, то схема не будет функционировать.
В результате данная стратегия модуляции в основном обеспечивает узкий диапазон коэффициента модуляции, который является её основным недостатком. Например, в семиуровневой шаговой форме сигнала, её коэффициент модуляции варьируется от 0,5 до 1,05. Если коэффициент модуляции ниже, чем 0,5, применение схемы всё ещё возможно; допустимые гармонические составляющие, которые можно устранить, уменьшатся с 2 до 1. Суммарный коэффициент гармонических искажений (КНИ, THD) увеличится соответственно.